# نثر إيدا

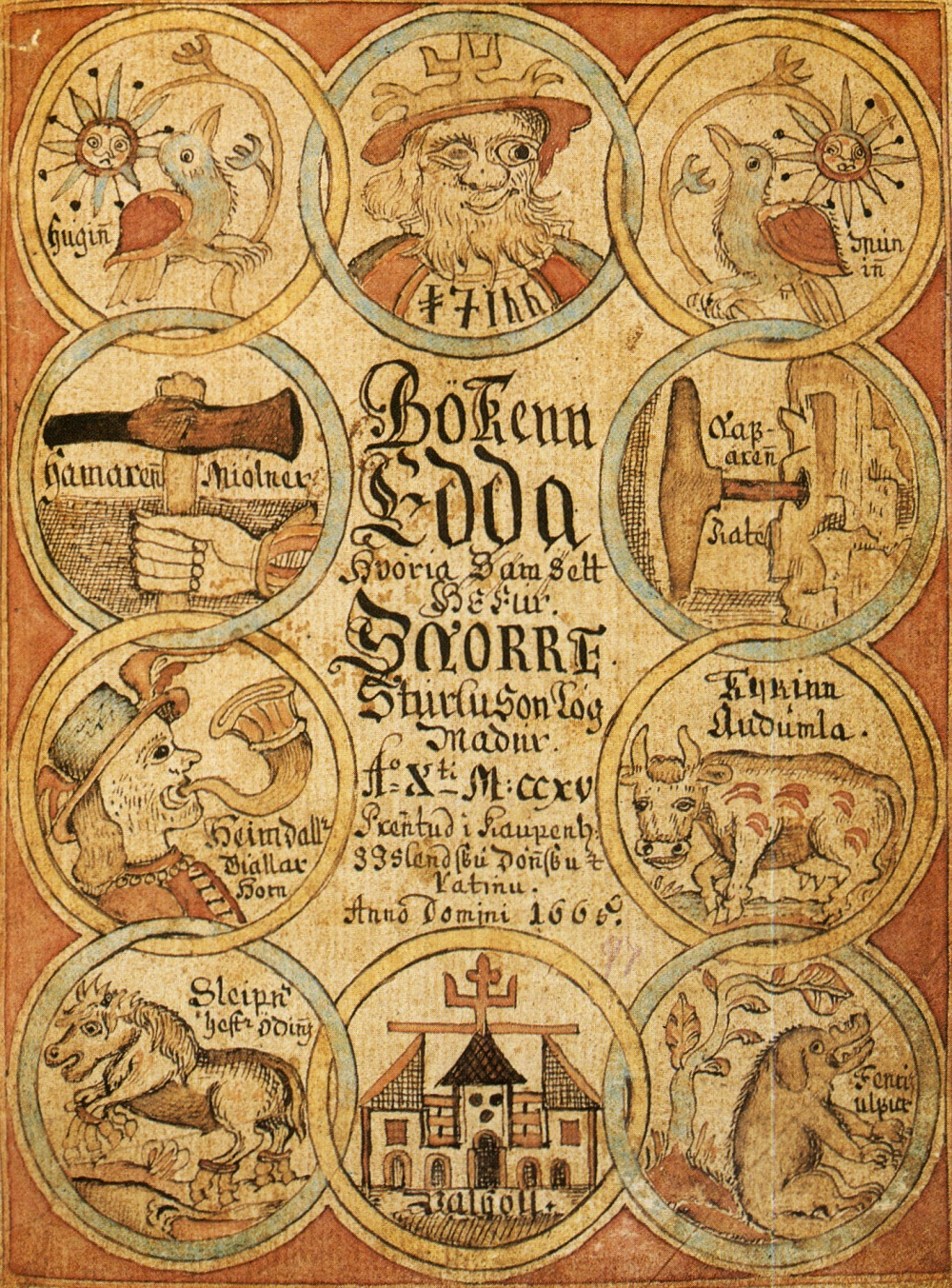
صفحة لمخطوطة مُتأخرة من نَثْر إيدا كتبها «سنوري سترلسون» حوالي العام 1220 م، تُظهر الآلهة الإسكندنافية القديمة أودين، هايمدال، وسلبينير، وشخصيات أخرى من الأساطير الإسكندنافية.

نَثْر إيدا، المعروف أيضًا باسم إيدا الأصغر أو إيدا سنوري (بالأيسلندية: Snorra Edda) أو، تاريخيًا، ببساطة باسم إيدا، هو كتاب باللغة النوردية القديمة كُتب في أيسلندا خلال أوائل القرن الثالث عشر. غالبًا ما يُفترض أن العمل قد كُتب، أو على الأقل تم تجميعه، بواسطة العالم والمؤرخ الأيسلندي «سنوري سترلسون» حوالي العام 1220 م. يُعتبر المصدر الأكمل والأكثر تفصيلاً للمعرفة الحديثة عن الأساطير الإسكندنافية، وهي أساطير الشعوب الجرمانية الشمالية، يستمد العمل قصصه من مجموعة مُتنوعة من المصادر، بما في ذلك نُسخ من القصائد التي بقيت حتى اليوم في مجموعة تعرف باسم أشعار إيدا.
يتكون نَثْر إيدا من أربعة فصول، "المُقدمة"، وهو حساب يوهيمري للآلهة الإسكندنافية. "خِداع الملك جيلفي"، الذي يوفر نسقًا للأسئلة والأجوبة ويوضح بالتفصيل جوانب من الميثولوجيا الإسكندنافية، "لُغة الشعر"، والذي يواصل تنسيق الفصل الذي سبقه قبل أن يُقدم قوائم بالمجازيات؛ و"سجل الأوزان"، الذي يُناقش تكوين الشعر التقليدي الإسكندنافي.
يؤرخ الكتاب من 1300 إلى 1600 م، تختلف سبع مخطوطات من نثر إيدا عن بعضها البعض بطرق ملحوظة، مما وفر للباحثين قيمة نصية مُستقلة للتحليل. يبدو أن نَثْر إيدا قد رُتب بشكل مُشابه للكُتب المُعاصرة، بهدف مُساعدة الشعراء والقراء الأيسلنديين في فهم التفاصيل الدقيقة للجِناس الاستهلالي، وفهم المعنى الكامن وراء العديد من المجازيات المُستخدمة في الشعر الإسكندنافي.
اشتهر النثر في الأصل باسم إيدا، واكتسب اسمه المعاصر من أجل تمييزه عن أشعار إيدا. اشتبه علماء النثر الأوائل في وجود مجموعة قصائد كاملة، وهي نظرية أكدتها إعادة اكتشاف مخطوطات إيدة الشعرية.

## التسمية
يبقى أصل كلمة "إيدا" غير مؤكد. هناك العديد من الفرضيات حول معناها وتطويرها، ولكن مع القليل من الاتفاق. يجادل البعض بأن الكلمة مُشتقة من اسم "Oddi"، وهي بلدة في جنوب أيسلندا حيث نشأ «سنوري». لذلك يُمكن أن تعني إيدا "كتاب إودي". ومع ذلك، فإن هذا الافتراض مرفوض بشكل عام. يعلق «أنتوني فولكس» في ترجمته الإنجليزية لنثر إيدا أن هذا الامر "غير مُرجح من حيث اللغويات والتاريخ" حيث لم يعد «سنوري» يعيش في أودي عندما قام بتأليف عمله.
تم إنشاء ارتباط آخر مع كلمة "Óðr"، والتي تعني "الشعر أو الإلهام" في اللغة الإسكندنافية القديمة. وفقًا لـ«فولكس»، على الرغم من أن هذا الارتباط معقول من الناحية اللغوية، فمن غير المُرجح أن تكون "إيدا" قد صيغت في القرن الثالث عشر على أساس "Óðr" ، لأن مثل هذا التطور "كان يجب أن يحدث تدريجيًا"، و إيدا بمعنى "الشعرية" من غير المُحتمل أن تكون قد وجدت في الفترة السابقة.
كلمة إيدا تعني أيضًا "الجد الأكبر"، وهي كلمة تظهر في فصل "مسألة الخَيال"، والتي تظهر كاسم لشخصية في قصيدة "تعويذة المملكة" وفي نصوص أخرى من العصور الوسطى.
الفرضية النهائية مُشتقة من الكلمة اللاتينية "edo" التي تعني "أنا أكتب". الفرضية تعتمد على حقيقة أن كلمة "kredda" (بمعنى "الإيمان") كلمة معروفة وتأتي من الكلمة اللاتينية "credo"، والتي تعني "أنا أؤمن". يُمكن ترجمة إيدا في هذه الحالة إلى "الفن الشعري". هذا هو المعنى الذي أعطي للكلمة بعد ذلك في فترة العصور الوسطى.
الاسم غير المألوف للنثر هو "سوموندار إيدا" قد أطلقه الأسقف «برينجولفور سفينسون» على مجموعة القصائد الموجودة في "مخطوطة ريجيوس"، والتي اقتبس «سنوري» العديد منها. اعتقد «سفينسون»، جنبًا إلى جنب مع آخرين في عصره، بشكل خاطئ، أن «سيموندر فوردي» قد جمعها (قبل صياغة إيدا سنوري)، وبالتالي تُعرف أشعار إيدا أيضًا باسم إيدا الأكبر.

## المخطوطات
نجت سبع مخطوطات من نَثْر إيدا حتى يومنا هذا، ست نُسخ من العصور الوسطى وأخرى تعود إلى القرن السابع عشر. لا توجد مخطوطة واحدة كاملة، ولكل منها اختلافات. بالإضافة إلى ثلاث أجزاء، المخطوطات الأربعة الرئيسية هي "مخطوطة أوبسالينس" و"مخطوطة ريجيوس" و"مخطوطة ورميانوس" و"مخطوطة تراجيكتينوس".
| الاسم              | الموقع الحالي                                   | التاريخ                          | مُلاحظة |
| ------------------ | ----------------------------------------------- | -------------------------------- | --- |
| مخطوطة أوبسالينس   | جامعة أوبسالا، السويد                           | الربع الأول من القرن الرابع عشر. | توفر بعض المُتغيرات غير الموجودة في أي من المخطوطات الرئيسية الثلاثة الأخرى، مثل فصل "خِداع الملك جيلفي". |
| مخطوطة ريجيوس      | معهد آرني ماجنيسون للدراسات الآيسلندية، آيسلندا | النصف الأول من القرن الرابع عشر. | وهي أشمل المخطوطات الأربع، والأقرب إلى المخطوطة الأصلية. هذا هو السبب في أنها أساس الطبعات والترجمات لنَثْر إيدا. اسمها مُشتق من حفظها في المكتبة الملكية في الدنمارك لعدة قرون. من عام 1973 إلى عام 1997، أعيد مئات من المخطوطات الأيسلندية القديمة من الدنمارك إلى أيسلندا، بما في ذلك، في عام 1985، المخطوطات ريجيوس، التي يحتفظ بها الآن معهد أرني ماجنسون للدراسات الأيسلندية. |
| مخطوطة ورميانوس    | مجموعة مخطوطات أرناماجنوان, الدنمارك            | منتصف القرن الرابع عشر.          | |
| مخطوطة تراجيكتينوس | جامعة أترخت، هولندا                             | كُتبت قبل عام 1600.               | نُسخة من مخطوطة تم كتابتُها في النصف الثاني من القرن الثالث عشر. |

على الرغم من أن بعض العلماء شككوا في إمكانية إنشاء نقد نصي سليم للمخطوطات، نظرًا لاحتمال قيام الكتبة بالاعتماد على نماذج مُتعددة أو من الذاكرة، فقد وجدت الأعمال الحديثة أن المصادر الرئيسية لكل مخطوطة يمكن التحقق منها بسهولة إلى حد ما. ظل نَثْر إيدا غير معروف إلى حد ما خارج أيسلندا حتى نشر إيدا ايلاندوروم في عام 1665.

## المؤلف
غالبًا ما يُفترض أن العمل قد كُتب، أو على الأقل تم تجميعه، بواسطة العالم والمؤرخ الأيسلندي «سنوري سترلسون» حوالي العام 1220 م. يعتمد هذا التعريف إلى حد كبير على الفقرة التالية من جزء من مخطوطة أوبسالينس، مخطوطة من أوائل القرن الرابع عشر تحتوي على نثر إيدا:
| بالأيسلندية | ترجمة |
| Bók þessi heitir Edda. Hana hefir saman setta Snorri Sturluson eptir þeim hætti sem hér er skipat. Er fyrst frá Ásum ok Ymi, þar næst Skáldskaparmál ok heiti margra hluta, síðast Háttatal er Snorri hefir ort um Hákon konung ok Skúla hertuga. | هذا الكتاب يُسمى إيدا. قام «سنوري سترلسون» بتجميعه بالطريقة التي تم ترتيبه بها هُنا. بدأ سردُه أولاً عن الإيسير واليمير، ثم لُغة الشعر لأشياء كثيرة، وأخيراً سجل الأوزان التي ألفها «سنوري» عن الملك هاكون وإيرل سكولي. |

لاحظ العلماء أن هذا الإسناد، إلى جانب تلك الخاصة بالمخطوطات الأولية الأخرى، ليس واضحًا ما إذا كان «سنوري» أكثر من مُترجم للعمل ومؤلف لقسم سجل الأوزان أو ما إذا كان هو مؤلف إيدا بأكمله. يُلخص «فولكس» مسألة الخطاب الأكاديمي حول تأليف نَثْر إيدا على النحو التالي:
| ” | أيد عالم عصر النهضة «أرنغريمور يونسون» (1568–1648) تأليف «سنوري» لكتاب نَثْر إيدا، ومنذ وقته تم قبول هذا الامر بشكل عام دون أدنى شك. لكن المخطوطات الباقية، والتي كُتبت جميعها بعد أكثر من نصف قرن من وفاة «سنوري»، تختلف عن بعضها البعض إلى حد كبير وليس من المُحتمل أن يبقى أي منها تمامًا كما كتبه. يُعتقد أن عددًا من المقاطع في قسم لُغة الشعر على وجه الخصوص عبارة عن استقراءات، ومن الواضح أن هذا القسم من العمل قد خضع لأنواع مُختلفة من المراجعة في معظم المخطوطات. وقد قيل أيضًا أن المُقدمة والفقرة الأولى وجزء من الفقرة الأخيرة من قسم خداع الملك جيلفي ليست من قبل «سنوري»، على الأقل في أشكالها الباقية. | “ |

على أي حال، فإن ذكر «سنوري» في المخطوطات كان مؤثراً في القبول المُشترك له كمؤلف أو على الأقل أحد مؤلفي الإيدا.

## الاقسام

### المُقدمة
هو القسم الأول من أربعة تُشكل نَثْر إيدا، ويتألف من سرد مسيحي موحد لأصول الميثولوجيا الإسكندنافية، يتم وصف الآلهة الإسكندنافية على أنهم محاربو طروادة البشريون الذين غادروا طروادة بعد سقوط تلك المدينة (الأصل الذي يوازي إنيادة «فيرجيل»).

### خداع الملك جيلفي
هو القسم الثاني الذي يتبع المُقدمة في نَثْر إيدا. يتعامل مع إنشاء وتدمير عالم آلهة الشمال، والعديد من الجوانب الأخرى من الأساطير الإسكندنافية. القسم مكتوب بالنثر يتخلله اقتباسات من الشعر الدوامي ويتكون من حوالي 20.000 كلمة.

### لُغة الشعر
هو القسم الثالث من نَثْر إيدا، ويتألف من حوار بين إيجير، وهو عملاق الذي يعد واحدًا من تجسيدات البحر المختلفة، و براغي، إله الشعر، حيث تتشابك كل من الأساطير الإسكندنافية والخطاب حول طبيعة الشعر. يتم إعطاء أصل عدد من الملوك ثم يقدم براغي قائمة مُنتظمة من الملوك لمختلف الأشخاص والأماكن والأشياء. ينتقل براغي بعد ذلك لمناقشة اللغة الشعرية بشيء من التفصيل، ولا سيما مفهوم الكلمات الشعرية التي هي غير متفرعة، على سبيل المثال "steed" لـ "horse"، ثم ينظمها مرة أخرى. يحتوي هذا القسم على العديد من الاقتباسات من الشعر الإسكندنافي ويتكون من حوالي 50.000 كلمة.

### سجل الأوزان
هو القسم الأخير من نَثْر إيدا. كتب القسم الشاعر والسياسي والمؤرخ الأيسلندي «سنوري سترلسون» ويتكون من حوالي 20.000 كلمة. باستخدام مؤلفاته الخاصة في المقام الأول، فإنه يجسد أنواع أشكال الشعر المُستخدمة في الشعر الإسكندنافي القديم. اتخذ «سنوري» نهجًا توجيهيًا وصفيًا؛ لقد نظم المادة، وغالبًا ما أشار إلى أن الشعراء الأقدم لم يتبعوا دائمًا قواعده.